# Foggia
Foggia é uma comuna italiana da região da Puglia, província de Foggia, com cerca de 146.072 habitantes. Estende-se por uma área de 507 km², tendo uma densidade populacional de 288 hab/km². Faz fronteira com Ascoli Satriano, Carapelle, Castelluccio dei Sauri, Cerignola, Lucera, Manfredonia, Ordona, Rignano Garganico, San Giovanni Rotondo, San Marco in Lamis, San Severo, Troia.
Foggia tem uma longa história que remonta à era romana. No entanto, a cidade foi severamente danificada durante a Segunda Guerra Mundial, o que resultou em muita reconstrução e modernização nos anos seguintes.
Uma das características notáveis de Foggia é a sua arquitetura. A cidade possui uma mistura de estilos arquitetônicos, incluindo edifícios medievais, renascentistas e barrocos. A Catedral de Foggia, dedicada a Assunção da Virgem Maria, é uma das principais atrações turísticas da cidade.
Além disso, Foggia é conhecida pela sua agricultura e produção de alimentos. A região é famosa pela produção de azeite de oliva, trigo e vinho. Também é um importante centro comercial e industrial, com atividades nos setores de manufatura, serviços e logística.
Foggia é uma cidade vibrante, com uma vida noturna animada e uma rica cultura gastronômica. Os pratos típicos da região incluem massas frescas, como orecchiette, e pratos à base de carne, como cordeiro e porco. Além disso, Foggia é famosa por seus produtos lácteos, como o caciocavallo e o burrata.
O amado time de futebol local é o Foggia Calcio , que tem uma história digna no cenário do futebol italiano, agora joga na Serie C.

## Demografia
| Variação demográfica do município entre 1861 e 2011                               |
|                                                                                   |
| Fonte: Istituto Nazionale di Statistica (ISTAT) - Elaboração gráfica da Wikipedia |